# Gjeitafjell
Gjeitafjell är ett berg i Antarktis. Det ligger i Östantarktis. Australien gör anspråk på området. Toppen på Gjeitafjell är 1 809 meter över havet.
Terrängen runt Gjeitafjell är huvudsakligen platt, men österut är den kuperad. Terrängen runt Gjeitafjell sluttar norrut.  Trakten är obefolkad. Det finns inga samhällen i närheten.